# Мирожка
Миро́жка, или, ранее, Миро́жа — река в России, протекает по Псковской области. Левый приток реки Великой.
Длина реки составляет около 6 км, течёт преимущественно с юга на север. Исток находится в Тямшанской волости Псковского района, на территории садоводческого некоммерческого товарищества «Мирное». Мирожка начинается протокой из большого пруда, вокруг которого располагается заболоченный лесной массив. Далее в черте города Пскова река протекает между микрорайонами-посёлками Корытово (через Корытовский лесопарк) и Усановка на правобережье (к востоку) и Орлецы и Бутырки на левом берегу (к западу). У устья, в междуречье Мирожки и Великой, находится Спасо-Преображенский Мирожский Завеличский монастырь.

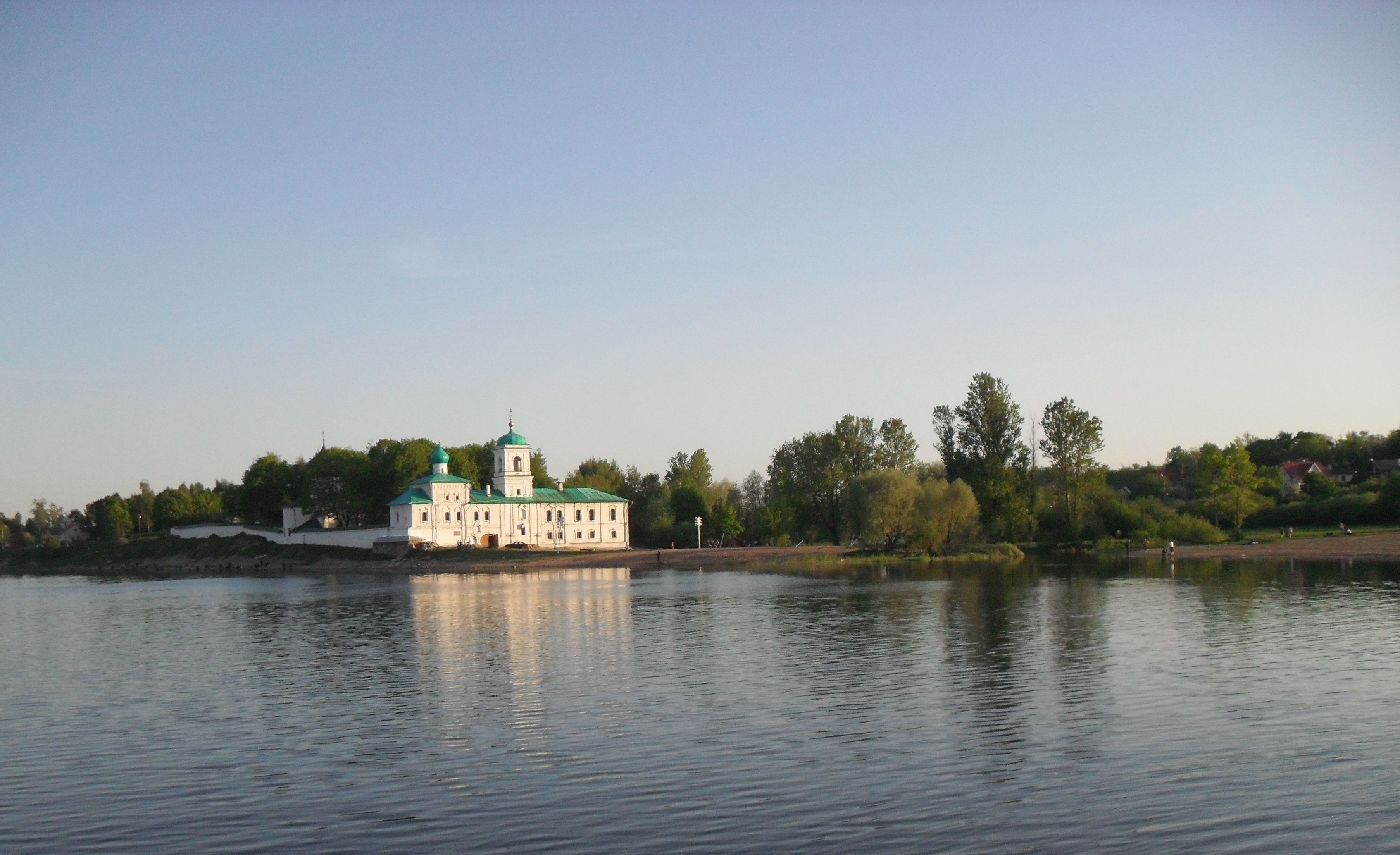
Мирожский монастырь и устье Мирожки

На реке сооружены дамбы, играющие роль плотин, вследствие чего река имеет здесь расширения в виде пяти «водохранилищ». В верховье т. н. Орлецкая дамба (для проезда в Орлецы, по ул. Сосновской) со стороны Корытово (здесь ширина реки достигает 50 — 65 м). Далее, в среднем течении, реку пересекает железнодорожный мост (единственный транспортный мост (не дамба) на реке), конструкция которого (длина менее 25 м) также создала сужение (полуплотину) и расширение водной глади реки (до 80 м). Ниже из Усановки в Бутырки ведёт другая пешеходная дамба (расширяющая реку до 85 м). Самый крупный искусственный водоём образовался благодаря другой плотине — в просторечии просто «Дамба», построенная в 1960-е гг. для защиты от весенних половодий старинного Мирожского монастыря. Она расположена под одной из главных городских автодорог, улицей Юбилейной, в 0,6 км от устья. Здесь ширина искусственного водоёма достигает 115 м. У Мирожского монастыря находится парк-дендрарий, на пути в который через Мирожку проложены пешеходные мост (у устья) и дамба, образующая самый северный (нижний по течению) искусственный водоём на реке шириной до 80 м. В его центре создан искусственный остров с деревьями и иной растительностью.
Топоним «Мирожа» и его производное «Мирожка» происходит от «мережа» — снасть для ловли рыбы. Помимо монастыря, в честь реки названы в черте города: Мирожская улица, Вторая Мирожская улица, Мирожский переулок, Мирожский проезд, Мирожская набережная, Мирожский пешеходный мост.

## Галерея

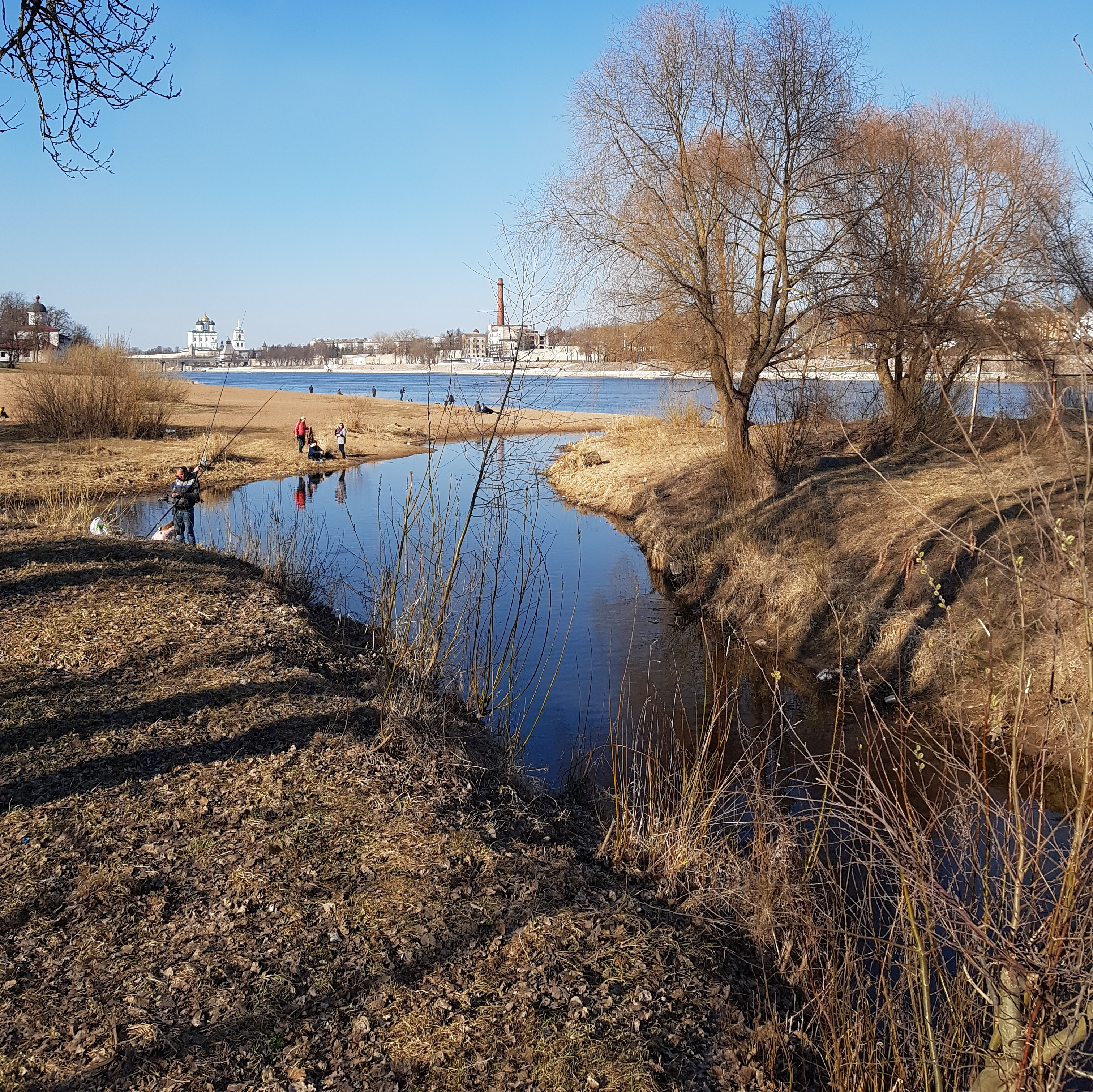
Устье Мирожки: при впадении в Великую. Вдали — Кром
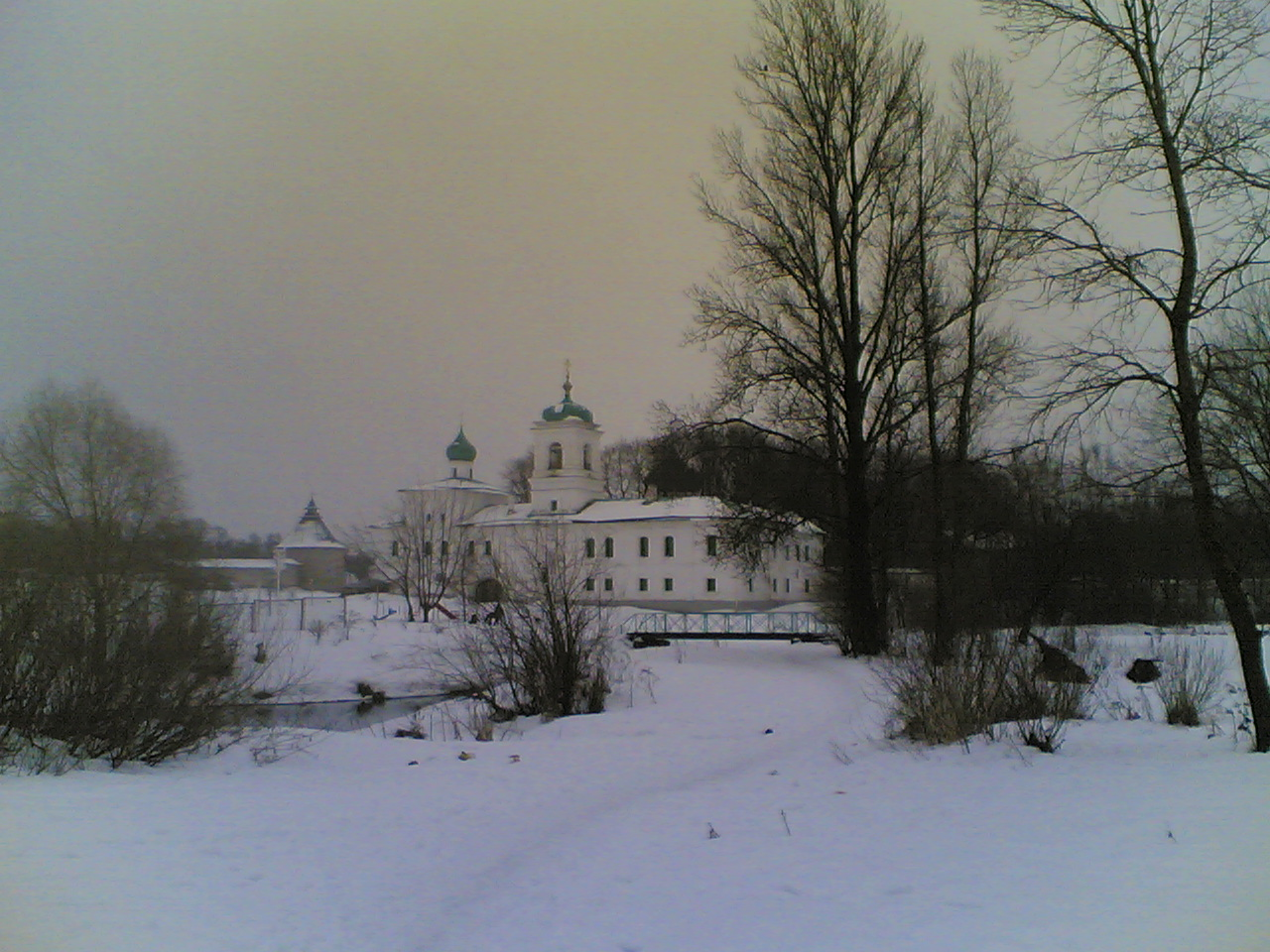
Мирожский монастырь и Мирожский мост через Мирожку. Вдали — р. Великая и Покровская башня
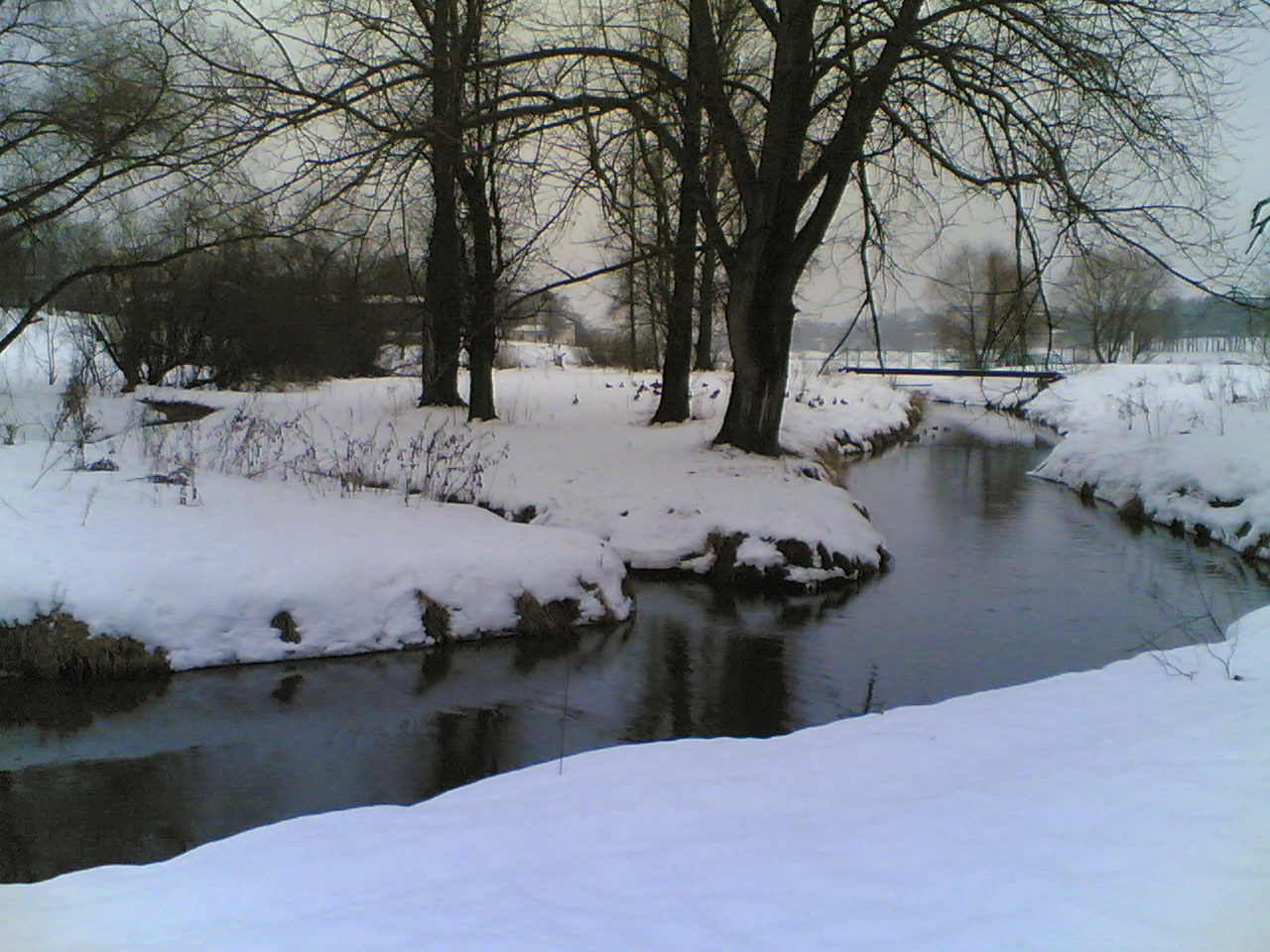
Мирожка. Вдали — Мирожский мост
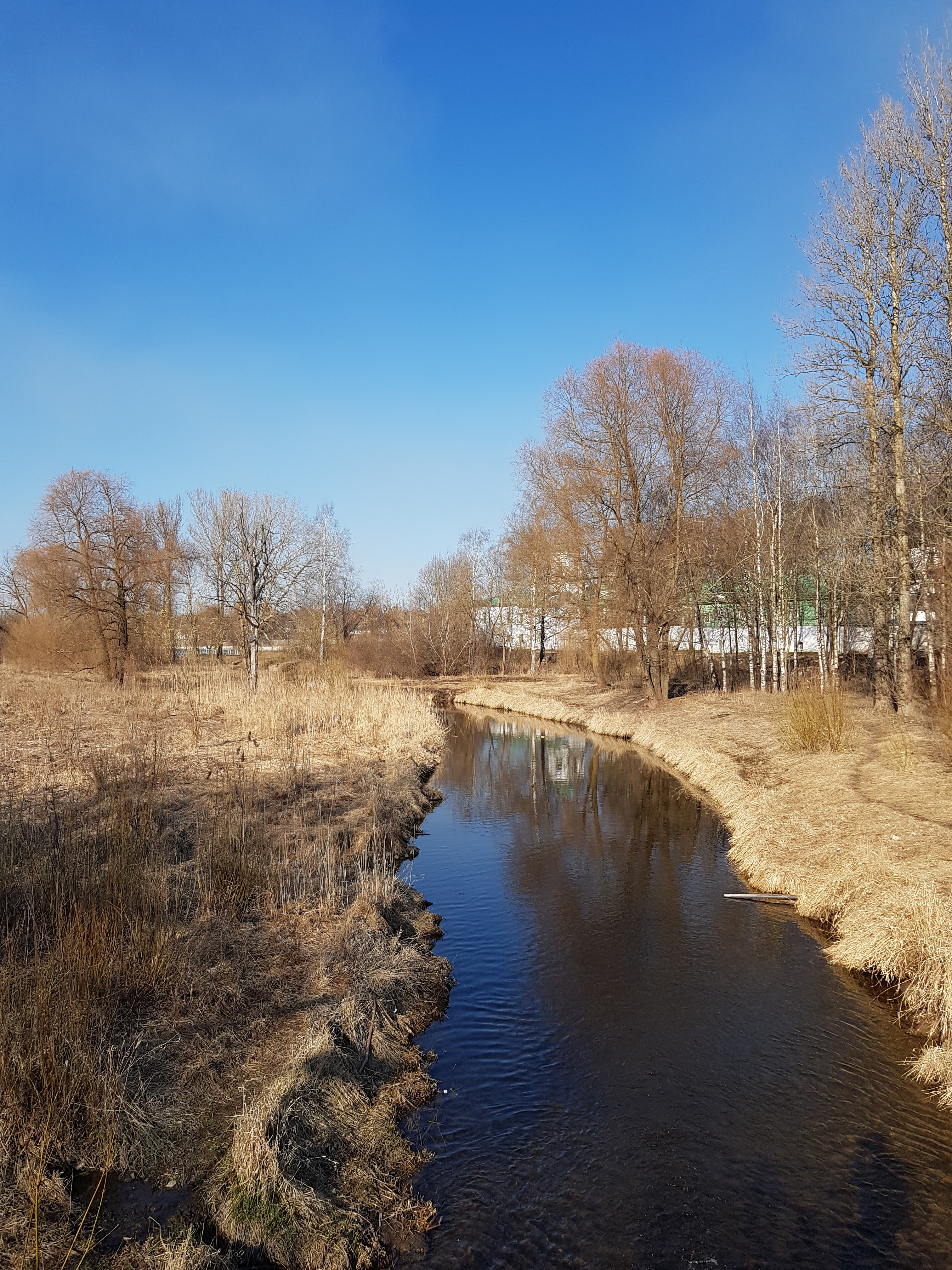
Мирожка. Вид с пешеходной дамбы в сторону устья
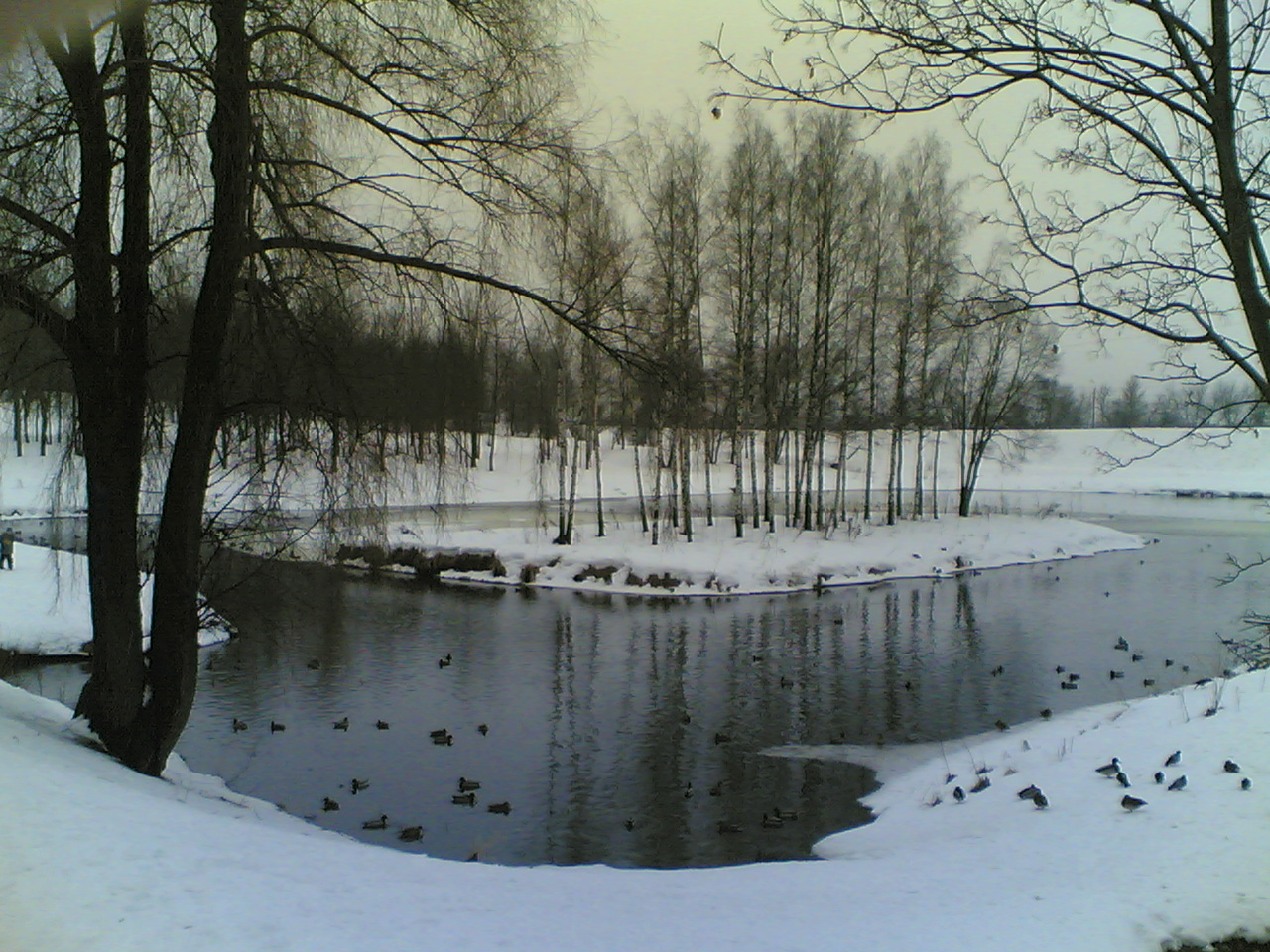
Мирожка. Вид с пешеходной дамбы на проточный пруд с островом
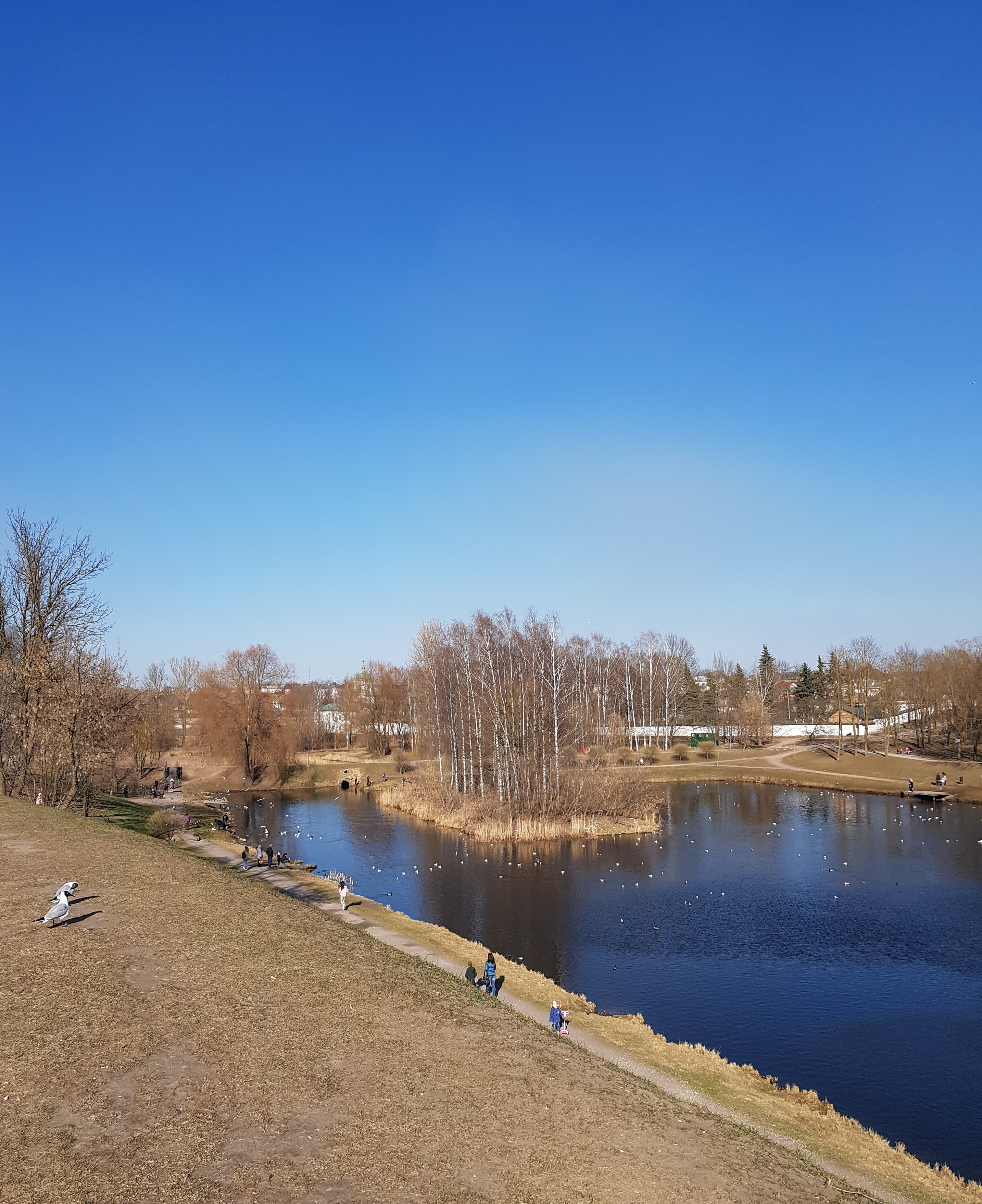
Мирожка (проточный пруд с островом). Вид с автомобильной дамбы